# Federação Etíope de Futebol
A Federação Etíope de Futebol (em inglês: Ethiopian Football Federation, ou EFF) é o órgão dirigente do futebol na Etiópia. Ela é filiada à FIFA, à CAF e à CECAFA. Ela é a responsável pela organização dos campeonatos oficiais disputados no país, bem como da Seleção Nacional masculina e feminina.
A Federação Etíope de Futebol (EFF) busca uma organização de forma mais profissional. A criação de um site oficial da entidade foi um passo importante, porém o fluxo de informações ainda é pequeno e escasso,
Outro ponto ainda negativo é que os funcionários da federação, incluindo até o presidente, trabalham de forma voluntária. Apesar dessa dificuldades e carência de patrocínios, a seleção etíope conseguiu a classificação para a Copa Africana de Nações (CAN) na edição de 2013, após décadas de ausência e alguns clubes e a liga local estão evoluindo na questão de patrocínio e estrutura, mas ainda distante de mercados africanos, como Egito, Congo e Marrocos.